# 皇子
皇子（みこ、おうじ）は、皇帝・天皇の息子。ただし広義には男女を問わないがかかる用法はまれである。皇子に対して皇帝・天皇の娘を皇女（おうじょ）という。なお国によって「親王」「郡王」「王」「大公」などの称号が与えられることがあり、「王」は皇帝の直下の地位を表す。

## 日本
もともとは、ヤマト政権の時代に有力豪族の子弟をさして広く「みこ」（御子）と呼んでいた。しかし、次第に大王の子弟を指すようになり、天皇号の成立とともに皇子の字があてられるようになった。『日本書紀』によれば、大化の改新の折に蘇我蝦夷が誅された理由に、自身の子を「みこ」と尊称させるなどの不遜があったことなどが理由の一つとして見える。
しかし、律令制が施行され、天皇の子女の身位として親王号や内親王号が定着すると、特定の皇族子女の呼称としての皇子や皇女は使用されなくなった。
現代日本においては、皇室典範にその用例がみられ、第二条において皇長子、皇次子などの表現が用いられているほか、第八条では、皇嗣たる皇子を皇太子というと規定されている。
また、第一皇男子、第二皇男子、第一皇女子というように、天皇との続柄を指す場合にも使用される（今上天皇の皇男子でない場合は、○○天皇第一皇男子のように用いられる。このため、上皇である明仁の場合は「昭和天皇第一皇男子」となる）。さらに、皇居において天皇の子女の部屋を「皇子室」と呼ぶように、他にも「皇子」の呼称が使用される例も散見される。

## 中国
秦の始皇帝は妃との間に生まれた子を皇子とした。皇子は本来「皇帝の子」という意味である。その後も歴代中国王朝において皇帝の男子は皇子と呼ばれたが、清滅亡以降帝政自体廃止されたため、皇子の称号は使われなくなった。